# Pang Qing
Pang Qing (chinesisch 龐清 / 庞清, Pinyin Páng Qīng, * 24. Dezember 1979 in Harbin) ist eine chinesische Eiskunstläuferin, die im Paarlauf startet.

Pang wurde in Harbin, dem Zentrum des chinesischen Eiskunstlaufsports, geboren. Sie begann im Alter von sechs Jahren mit dem Eiskunstlaufen, zunächst als Einzelläuferin. 

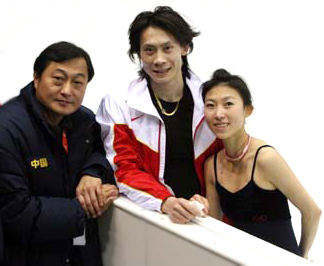
Pang Qing und Tong Jian mit ihrem Trainer Yao Bin beim Grand-Prix-Finale 2007/2008

 1993 brachte sie ihr Trainer Yao Bin, der zusammen mit Partnerin Bo Luan 1980 der erste chinesische Teilnehmer bei Weltmeisterschaften im Paarlauf war, mit Tong Jian zusammen. Als Yao nach Peking ging, blieben Pang und Tong bis 1997, als er wieder zurückkehrte, ohne Trainer.
Als Junioren sorgten Pang/Tong für wenig Aufsehen. Die Juniorenweltmeisterschaften von 1997 bis 1999 beendeten sie auf dem vierzehnten, neunten und achten Platz. 1999 wechselten sie zu den Senioren und hatten ihr Debüt bei Weltmeisterschaften und Vier-Kontinente-Meisterschaften, bei denen sie sich als Vierzehnte bzw. Fünfte platzierten. Im Jahr 2000 wurden sie erstmals chinesische Paarlaufmeister.
2002 gewannen Pang/Tong die Goldmedaille bei der Vier-Kontinente-Meisterschaft in Jeonju und damit ihren ersten bedeutenden internationalen Titel. Bei ihren ersten Olympischen Spielen wurden sie 2002 in Salt Lake City Neunte. 2004 wurden Pang und Tong zum zweiten Mal chinesische Meister und Vier-Kontinente-Meister. Bei der Weltmeisterschaft in Dortmund gewannen sie mit Bronze hinter den Russen Tatjana Totmjanina und Maxim Marinin sowie ihren Landsleuten Shen Xue und Zhao Hongbo ihre erste Weltmeisterschaftsmedaille.

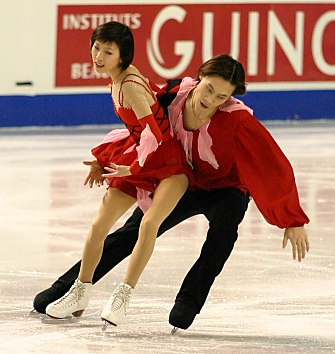
Pang und ihr Partner Tong bei der Vier-Kontinente-Meisterschaft 2004

Bei ihren zweiten Olympischen Spielen verpassten Pang/Tong 2006 in Turin als Vierte eine Medaille äußerst knapp. Ihnen fehlten 0,24 Punkte auf ihre Landsleute Shen/Zhao. Da ihre anderen Landsleute Zhang Dan und Zhang Hao die Silbermedaille gewannen, waren Pang/Tong nur das drittbeste chinesische Paar. Dies änderte sich bereits bei der darauffolgenden Weltmeisterschaft in Calgary. Shen und Zhao waren dort nicht anwesend und Zhang/Zhang konnten sie besiegen, sodass sie erstmals Weltmeister wurden.
Ihren Weltmeisterschaftstitel konnten sie im Jahr darauf als amtierende chinesische Meister allerdings nicht verteidigen. Sie unterlagen deutlich Shen und Zhao und mussten sich mit der Silbermedaille begnügen. 2008 und 2009 gewannen Pang/Tong ihre dritte und vierte Vier-Kontinente-Meisterschaft und wurden damit alleinige Rekordhalter bei diesem Turnier, verfehlten aber das Podium bei Weltmeisterschaften. Im Dezember 2008 hatten sie zum ersten Mal das Grand-Prix-Finale gewonnen.
Bei ihren dritten Olympischen Spielen erzielten sie 2010 in Vancouver in der Kür mit 141, 81 Punkten einen neuen Punkteweltrekord und gewannen die Silbermedaille hinter ihren zurückgekehrten Landsleuten Shen und Zhao. Nach dem Rücktritt von Shen/Zhao hatten Pang/Tong keine Probleme in Turin ihre zweite Goldmedaille bei Weltmeisterschaften zu gewinnen.
Im Februar 2011 gewannen Pang/Tong in Taipeh zum fünften Mal in ihrer Karriere die Vier-Kontinente-Meisterschaft. Bei der Weltmeisterschaft in Moskau gewannen sie das Kurzprogramm, mussten sich nach Fehlern in der Kür aber mit dem Bronzerang hinter Aljona Sawtschenko und Robin Szolkowy sowie dem neu zusammengestellten russischen Paar Tatjana Wolossoschar und Maxim Trankow begnügen.
In der Saison 2011/12 starteten Pang und Tong nur bei der Weltmeisterschaft in Nizza. Dort unterliefen ihnen zahlreiche Fehler und somit verpassten sie als Vierte eine Medaille.
Nach der Weltmeisterschaft 2015 in Shanghai erklärten Pang/Tong den gemeinsamen Rücktritt, Pang strebt eigenen Angaben zufolge den Einstieg in die Trainerlaufbahn an. Das Paar ist auch privat liiert und seit 2012 verlobt.

## Ergebnisse

### Paarlauf

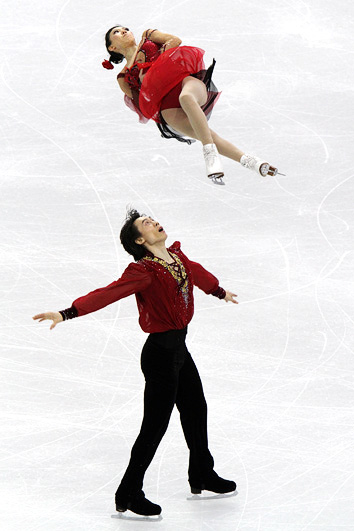
Pang Qing und Tong Jian in ihrer Kür bei der Weltmeisterschaft 2010

(mit Tong Jian)

| Meisterschaft / Jahr            | 1997  | 1998  | 1999  | 2000  | 2001  | 2002  | 2003  | 2004  | 2005  | 2006  | 2007  | 2008  | 2009  | 2010  | 2011  | 2012  | 2013  | 2014  | 2015  |
| ------------------------------- | ----- | ----- | ----- | ----- | ----- | ----- | ----- | ----- | ----- | ----- | ----- | ----- | ----- | ----- | ----- | ----- | ----- | ----- | ----- |
| Olympische Winterspiele         |       |       |       |       |       | 9.    |       |       |       | 4.    |       |       |       | 2.    |       |       |       | 4.    |       |
| Weltmeisterschaften             |       |       | 14.   | 15.   | 10.   | 5.    | 4.    | 3.    | 4.    | 1.    | 2.    | 5.    | 4.    | 1.    | 3.    | 4.    | 5.    |       | 3.    |
| Vier-Kontinente-Meisterschaften |       |       | 5.    | 5.    | 4.    | 1.    | 2.    | 1.    | 2.    |       | 2.    | 1.    | 1.    |       | 1.    |       | Z     |       | 3.    |
| Chinesische Meisterschaften     | 2.    | 2.    | 2.    | 1.    | 2.    | 2.    |       | 1.    |       |       | 1.    | 1.    |       |       |       |       |       |       |       |
| –                               |       |       |       |       |       |       |       |       |       |       |       |       |       |       |       |       |       |       |       |
| Grand-Prix-Wettbewerb / Saison  | 96/97 | 97/98 | 98/99 | 99/00 | 00/01 | 01/02 | 02/03 | 03/04 | 04/05 | 05/06 | 06/07 | 07/08 | 08/09 | 09/10 | 10/11 | 11/12 | 12/13 | 13/14 | 14/15 |
| Grand-Prix-Finale               |       |       |       |       |       |       |       | 5.    | 3.    | 6.    |       | 3.    | 1.    | 2.    | 2.    |       | 3.    | 3.    |       |
| Skate America                   |       |       |       |       |       |       | 3.    | 1.    |       |       |       | 2.    |       |       |       |       | 2.    |       |       |
| Skate Canada                    |       |       |       | 4.    | 5.    | 4.    | 2.    |       | 2.    |       |       |       |       |       |       |       |       |       |       |
| Cup of Russia                   |       |       |       | 5.    |       |       |       | 2.    |       |       |       |       |       | 1.    |       |       |       |       |       |
| Trophée Eric Bompard            |       |       |       |       | 6.    |       | 3.    |       | 3.    | 2.    |       | 2.    |       |       |       |       |       | 1.    |       |
| NHK Trophy                      |       |       |       |       | 4.    | 5.    |       |       | 2.    |       |       |       | 1.    | 1.    | 1.    |       |       |       |       |
| Cup of China                    |       |       |       |       |       |       |       |       |       | 2.    | 2.    | 1.    | 3.    |       | 1.    |       | 1.    | 2.    |       |